# 克氏粉背蕨
克氏粉背蕨（学名：Aleuritopteris krameri），为中国蕨科粉背蕨属下的一个植物种。